# Solanum validinervium
Solanum validinervium là loài thực vật có hoa trong họ Cà. Loài này được Benítez & S. Knapp miêu tả khoa học đầu tiên năm 1985.